# Fraport Arena
El Fraport Arena es un estadio de ubicado en Fráncfort del Meno, Alemania. Principalmente usado para baloncesto y es sede del equipo de baloncesto Deutsche Bank Skyliners.

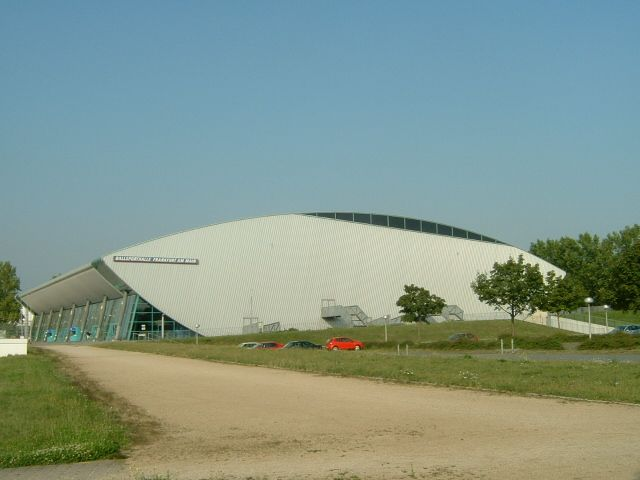
Vista externa del Ballsporthalle.

El Ballsporthalle se inauguró en 1988 y puede albergar una capacidad de 5,002 espectadores. El Fraport Arena también anualmente se efectúa torneos de fútbol de seis equipos de la región como el Eintracht Fráncfort y Kickers Offenbach, entre otros.
- Datos: Q384017
- Multimedia: Fraport Arena / Q384017